# Rudolf Keydell
Max Rudolf Keydell (* 30. März 1887 in Cracau bei Magdeburg; † 21. Mai 1982 in Berlin) war ein deutscher klassischer Philologe und Bibliothekar.

## Leben
Rudolf Keydell, der Sohn des Eisenbahnbetriebssekretärs Carl Keydell und seiner Ehefrau Minna geb. Jungmann, besuchte die Vorbereitungsschule in Magdeburg und anschließend das Paedagogium Zum Kloster Unserer Lieben Frauen. Nach der Reifeprüfung (Ostern 1905) studierte Keydell Klassische Philologie an der Universität Bonn (bei Franz Bücheler, August Brinkmann und Georg Loeschcke). Im Herbst 1906 wechselte er an die Berliner Universität, wo ihn Eduard Norden, Johannes Vahlen und Ulrich von Wilamowitz-Moellendorff beeinflussten. Bei Wilamowitz wurde Keydell 1911 mit der Dissertation Quaestiones metricae de epicis Graecis recentioribus promoviert. Nach dem Staatsexamen (1913) trat er als Volontär in den Dienst der Königlichen Bibliothek in Berlin. Von 1915 bis 1918 nahm er am Ersten Weltkrieg teil.
Nach seiner Rückkehr von der Front wurde Keydell an der nunmehrigen Preußischen Staatsbibliothek zum Hilfsbibliothekar ernannt und zwei Jahre später zum Bibliotheksrat befördert. Nach dem Zweiten Weltkrieg zog er nach West-Berlin, wo er bis 1951 im Dienst der Staatsbibliothek Preußischer Kulturbesitz (West-Teil der Staatsbibliothek) verblieb. Im Ruhestand arbeitete Keydell als Lehrbeauftragter, seit 1961 als Honorarprofessor für Klassische Philologie an der Freien Universität Berlin. Erst 1973, im Alter von 85 Jahren, gab er seine Lehrtätigkeit auf.
Als Forscher beschäftigte sich Keydell mit der gesamten griechischen Literatur. Sein Spezialgebiet war die Epik des Hellenismus, der Kaiserzeit und der Spätantike. Neben zahlreichen Aufsätzen, Lexikonartikeln und Rezensionen erstellte er kritische Ausgaben der Dionysiaka des Nonnos (1959) und der Historien des Agathias (1967). Noch als Achtzigjähriger übernahm er 1967 die Fortführung der Neuausgabe des Stephanos von Byzanz, die von Felix Jacoby und Ernst Grumach begonnen worden war. Nach seinem Tod übernahm Margarethe Billerbeck die Ausgabe, deren erster Band 2006 erschien.
In Anerkennung seiner Verdienste als Forscher wählte die British Academy Keydell 1973 zum korrespondierenden Mitglied. Zu seinem 90. Geburtstag erschien zu seinen Ehren eine Festschrift, die Beiträge von Hartmut Erbse, Ernst Heitsch, Volkmar Schmidt, Rudolf Kassel, Winfried Bühler, Hans Gärtner, Hugh Lloyd-Jones, Martin Litchfield West, Hans-Georg Beck, Athanasios Kambylis und Werner Peek enthielt.

## Schriften (Auswahl)
- Quaestiones metricae de epicis Graecis recentioribus. Berlin 1911 (Dissertation).
- Eine neue Ausleihkartei. In: Zentralblatt für Bibliothekswesen, Jg. 49, 1932, S. 493–497.
- Nonni Panopolitani Dionysiaca. 2 Bände, Leipzig 1959.
- Agathiae Myrinaei Historiarum libri quinque. Berlin 1967 (Corpus fontium historiae Byzantinae, Series Berolinensis  2).
- Werner Peek (Hrsg.): Kleine Schriften zur hellenistischen und spätgriechischen Dichtung (1911–1976). Leipzig 1982.